# Bishikaani
Bishikaani (auch: Isola dei Pescicani, Mtanga io Papa, Mtanga Island, Mtanga Ya Papa) ist eine kleine Insel in Somalia. Sie gehört politisch zu Jubaland und geographisch zu den Bajuni-Inseln, einer Kette von Koralleninseln (Barriereinseln), welche sich von Kismaayo über 100 Kilometer bis zum Raas Kaambooni nahe der kenianischen Grenze erstreckt.

## Geographie
Die Insel liegt zwischen der Halbinsel Kuwaajuule und der künstlich mit dem Festland verbundenen Insel Seerbeenti, zusammen mit einigen winzigen Inseln und mehreren Riffen und Felsen, unter anderem Smiid, Salooto Feerde und Fafaatu, sowie Blaankeed Noo, Meedso und Fered.
Südlich von Bishikaani liegt an einem zweiten Riffsaum die einzelne Insel Koordaada.

## Klima
Als Klima herrscht heißes Steppenklima mit Monsuneinfluss.